# Padmasana

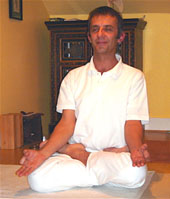
Pozycja lotosu

Padmasana, pozycja lotosu (dewanagari: पद्मासन, trl. padmāsana) – pozycja stosowana przy medytacji, znana już w starożytnych Indiach. Pozycja lotosu to specyficzny rodzaj siadu skrzyżnego, w którym lewa stopa znajduje się na prawym udzie oraz prawa stopa na lewym udzie. Podeszwy stóp powinny być skierowane do góry, a kręgosłup i plecy – wyprostowane.